# Stanisław Wołodko
Stanisław Wołodko (* 20. März 1950 in Vilnius, Sowjetunion, heute Litauen; † 4. Februar 2021) war ein polnischer Leichtathlet, der sich auf den Diskuswurf spezialisiert hatte.

## Biografie
Stanisław Wołodko belegte bei den Olympischen Spielen 1976 in Montreal im Diskuswurf-Wettkampf mit einer Weite von 59,42 Metern den 18. Rang und verpasste dadurch das Finale. Zudem nahm er auf internationaler Ebene an den Europameisterschaften 1974 teil und bestritt für Polen von 1972 bis 1983 insgesamt 32 Länderkämpfe.
Bei Polnischen Meisterschaften gewann Wołodko 4 Gold-, 5 Silber- und 2 Bronzemedaillen.
Am 3. September 1978 stellte er mit 64,80 Metern einen neuen polnischen Rekord auf, der bis 1985 Bestand hatte.